# موسیقی نواحی خراسان
موسیقی نواحی خراسان با سابقه تاریخی طولانی و برخورداری از قابلیت‌های خاص موسیقایی، نقش بسزایی در تکامل موسیقی شهری و دستگاهی ایران بر جای گذاشته که بسیار قابل توجه‌است.

## تأثیرات محیطی
موسیقی نواحی شمال خراسان در کنار آداب و رسوم نگاه آیینی، بیشترین تأثیر خود را از اقلیم جغرافیایی این سرزمین گرفته‌است که این مهم موجب شده موسیقی این منطقه به دو بخش عمده کوهپایه و جلگه‌ای تقسیم شود.
هرکدام از این مناطق جغرافیایی، از نشانه‌های خاص موسیقایی تبعیت می‌کنند برای مثال الحان سرزمین‌های 'کوهپایه'(هزار مسجد) از تاکیدهای آوازی ویژه‌ای نسبت به منطقه 'جلگه‌ای' برخوردار است و در مقابل موسیقی سرزمین‌های جلگه‌ای قوچان بیشتر متأثر از موسیقی سازی است.
چندفرهنگی بودن این منطقه از ویژگی‌های منحصر بفرد این سرزمین است که موجب شده موسیقی نواحی شمال خراسان از نشانه‌های ویژه این فرهنگ‌ها بهره‌مند شود که از این بین می‌توان به تأثیرات موسیقایی اقوام مهاجر ترک و کرد در موسیقی شمال خراسان اشاره کرد.
این تقابل فرهنگی موجب شد که شمال خراسان با اینکه از نظر جغرافیایی منطقه کوچی است، ولی موسیقی این سرزمین از بخش اعظمی از دستاوردهای موسیقی کردها و ترک‌ها استفاده کند و از این بین می‌توان به مقام‌های موسیقی در شمال خراسان اشاره کرد که به زبان ترکی و کردی اجرا می‌شود.

## موسیقی آوازی
بخش 'آوازی' موسیقی نواحی شمال خراسان بیشتر بر پایه وقایع تاریخی، آیینی و اساطیری استوار است که از این میان می‌توان به داستان‌های موجود در شاهنامه اشاره کرد که توسط آواز و همراهی ساز اجرا می‌شود.
موسیقی آوازی این سرزمین بیشتر با پرش‌های ملودیک همراه‌است که بر روی فواصل خاصی پافشاری می‌کند و توأم با برگشت‌های پی در پی موسیقایی است که از این مهم به عنوان ویژگی موسیقی آوازی نواحی خراسان شمالی یاد می‌شود.
قسمت دیگر موسیقی نواحی خراسان شمالی را بخش موسیقی 'سازی' تشکیل می‌دهد که در کنار کلام، نقش مهمی را در بیان فرهنگ و هنر این سرزمین ایفا می‌کند.

## کلام در موسیقی آوازی
گویش مردمان این منطقه سبب شده موسیقی و الحان آوازی بر پایه کلام استوار باشد، زیرا نوع بیان کلام بر فراز و فرودهای ملودیک و شکست‌های ریتمیک در موسیقی ارائه شده، تأثیر مستقیم دارد.
در بیشتر انواع موسیقی نواحی، مضمون اشعار و کلام نوع فواصل موسیقایی را مشخص می‌کند و موسیقی آوازی نواحی شمال خراسان نیز از این مهم مستثنی نیست که می‌توان از این بین به مقام هرای اشاره کرد که از لحاظ مضمون فضایی حزن‌انگیز دارد و در فواصل آواز دشتی اجرا می‌شود.
یکی از ویژگی‌های کلام در موسیقی شمال خراسان، بیان داستان‌های مختلف و نگاه پندآمیز به این وقایع است که موجب می‌شود شنونده در کنار موسیقی، برداشت دیگری نیز داشته باشد و همین مهم سبب شده، موسیقی در شمال خراسان در کنار برداشت هنری در مسایل اجتماعی نیز تأثیرگذار باشد.

## سازها
ساز دوتار، سرنا، دهل، قوشمه، کمانچه و دایره از سازهای این موسیقی هستند.